# Rudolf Robert Maier
Rudolf Robert Maier (* 9. April 1824 in Freiburg im Breisgau; † 7. November 1888 ebenda) war ein deutscher Pathologe und Anatom. Er ist Namensgeber für die Kussmaul-Maier-Krankheit und den Maier-Sinus.

## Familie
Maier war der Sohn des Geheimen Finanzrats Columban Maier und dessen Frau Josephine (Kern). Er verheiratete sich 1853, eine einzige Tochter (* 1857) ging aus dieser Verbindung hervor.

## Ausbildung und Beruf
Nach Abschluss der Gymnasialzeit in Karlsruhe studierte Maier ab 1843 an der Universität Freiburg Medizin, wo unter anderen auch der Orthopäde Georg Friedrich Stromeyer (1804–1876) lehrte. Eine besondere Freundschaft verband Maier mit Theodor Bilharz.
Die damals obligatorische Studienreise nach Ausbildungsende führte ihn nach Würzburg und Wien. Hier beeindruckten ihn die führenden Mediziner dieser Epoche: der Pathologe Carl von Rokitansky, der Anatom Josef Hyrtl, der Kliniker Josef von Škoda und der Pathologe Rudolf Virchow. 1853 habilitierte sich Maier mit einer Arbeit über die Anatomie der Tonsillen und trat eine Prosektorenstelle am anatomischen und pathologisch-anatomischen Institut in Freiburg an. 1856 übernahm er die Vorlesungen über pathologische Anatomie.
1859 wurde er zum außerordentlichen Professor ernannt. Nach einer weiteren Studienreise nach Berlin, Leipzig und Prag erhielt Maier 1863, inzwischen Prorektor der Anatomie, die ordentliche Professur und nach der Berufung Kussmauls auf den Lehrstuhl der Inneren Medizin einen eigenen Lehrstuhl für pathologische Anatomie an der Universität Freiburg. Damit wurde die Pathologie als selbständiges Lehr- und Forschungsfach in Freiburg begründet und institutionalisiert.
Maier wurde mit mehreren Orden ausgezeichnet, er erhielt 1877 den Titel eines Hofrats, wurde 1878/79 zum Prorektor der Universität gewählt und 1887 zum Geheimen Hofrat ernannt.
Er verstarb 1888 infolge eines schweren Kropfleidens mit Luftröhrenverengung.

## Leistung
In seinen Arbeiten beschäftigte sich Maier vorwiegend mit pathologisch-anatomischen bzw. histologischen Fragestellungen. In der Monographie Thränenorgane des Menschen (1859) beschrieb er erstmals den Sinus sacci lacrimalis superior, dessen kavernösen Bau und die dort vorkommenden Tränendrüsen. Er gab ein Lehrbuch der allgemeinen pathologischen Anatomie heraus und befasste sich mit diphtherischer Endokarditis. Darüber hinaus führte er 1882 eine experimentelle Untersuchung zur Bleivergiftung durch. Maier verfasste auch drei medizinbiographische Abhandlungen (Karl Anton Gerhard, Johannes Schenck von Grafenberg, Michael Servet).

## Schriften
- Über den Bau der Thränenorgane, insbesondere der thränenleitenden Wege. 1. Teil.
- Thränenorgane des Menschen. Freiburg 1859.
- mit A. Kussmaul: Ueber eine bisher nicht beschriebene eigenthümliche Arterienerkrankung (Periarteritis nodosa), die mit Morbus Brightii und rapid fortschreitender allgemeiner Muskellähmung einhergeht. In: Dtsch. Arch. Klin. Med. 1, 1866, S. 484.
- Lehrbuch der allgemeinen pathologischen Anatomie für Studirende und Aerzte. Leipzig 1871.
- Johannes Schenck von Grafenberg. Freiburg 1878.